# Línea 6 del Metrobús de la Ciudad de México
La Línea 6 del Metrobús de la Ciudad de México es la sexta línea del Metrobús de la Ciudad de México. Cruza el norte de la ciudad de oriente a poniente sobre el Eje 5 Norte. Fue inaugurada el 21 de enero de 2016. Cuenta con 37 estaciones ubicadas en las alcaldías Azcapotzalco y Gustavo A. Madero.
Tiene transbordo con la línea 1 en la estación Deportivo 18 de marzo, con la línea 3 en la estación Montevideo, con la línea 5 en la estación San Juan de Aragón y con la línea 7 en las estaciones Delegación Gustavo A. Madero, Hospital Infantil La Villa y De los Misterios.

## Historia
En junio de 2013 el Gobierno del Distrito Federal comunicó su intención de construir la línea 6 del Metrobús sobre el Eje 5 Norte, desde la Unidad Habitacional El Rosario hasta la Alameda Oriente. La construcción del extremo oriente de la ruta, desde el Bosque de Aragón hasta la Alameda Oriente fue condicionada a la construcción de la Autopista Urbana Oriente.
La construcción de la línea inició el 6 de agosto de 2014 con la renovación de la red hidráulica de las avenidas sobre las cuales estaba trazada la ruta. El 10 de octubre de 2014 inició la delimitación de las estaciones y el trabajo de cimentación. El 26 de noviembre de 2014 el Gobierno del Distrito Federal publicó en su gaceta la aprobación de la Secretaría de Movilidad para construir el corredor de transporte denominado «Metrobús Eje 5 Norte». La línea 6 fue inaugurada el 21 de enero de 2016 por el Jefe de Gobierno del Distrito Federal, Miguel Ángel Mancera.

## Rutas
| Ruta        | Inicio                         | Final                 | Estaciones |
| ----------- | ------------------------------ | --------------------- | ---------- |
| Completa    | El Rosario                     | Villa de Aragón       | 37         |
| Politécnico | Instituto Politécnico Nacional | Villa de Aragón       | 25         |
| Deportivo   | El Rosario                     | Deportivo 18 de marzo | 15         |

## Estaciones
| Estación                       | Iconografía                                          | Inauguración        | Alcaldía          | Tipo de estación    | Rutas                                | Conexiones                                                                                 |
| ------------------------------ | ---------------------------------------------------- | ------------------- | ----------------- | ------------------- | ------------------------------------ | ------------------------------------------------------------------------------------------ |
| El Rosario                     | Rosario                                              | 21 de enero de 2016 | Azcapotzalco      | Terminal            | - Completa - Deportivo               | Otros servicios - El Rosario - El Rosario - El Rosario - El Rosario                        |
| Colegio de Bachilleres 1       | Logo del Colegio de Bachilleres con el texto «B1»    | 21 de enero de 2016 | Azcapotzalco      | Paso                | - Completa - Deportivo               |                                                                                            |
| De las Culturas                | Petroglifo                                           | 21 de enero de 2016 | Azcapotzalco      | Paso                | - Completa - Deportivo               |                                                                                            |
| Ferrocarriles Nacionales       | Locomotora de vapor                                  | 21 de enero de 2016 | Azcapotzalco      | Paso                | - Completa - Deportivo               |                                                                                            |
| UAM Azcapotzalco               | Logo de la Universidad Autónoma Metropolitana        | 21 de enero de 2016 | Azcapotzalco      | Paso                | - Completa - Deportivo               |                                                                                            |
| Tecnoparque                    | Fachada del Tecnoparque                              | 21 de enero de 2016 | Azcapotzalco      | Paso                | - Completa - Deportivo               |                                                                                            |
| Norte 59                       | Triángulo dentro de un engranaje                     | 21 de enero de 2016 | Azcapotzalco      | Paso                | - Completa - Deportivo               |                                                                                            |
| Norte 45                       | Rosa de los vientos                                  | 21 de enero de 2016 | Azcapotzalco      | Paso                | - Completa - Deportivo               | Otros servicios - Norte 45                                                                 |
| Montevideo                     | Sol de Mayo                                          | 21 de enero de 2016 | Gustavo A. Madero | Correspondencia     | - Completa - Deportivo               | Correspondencia - Línea 3                                                                  |
| Lindavista Vallejo             | Fábrica y torres de departamentos                    | 21 de enero de 2016 | Gustavo A. Madero | Paso                | - Completa - Deportivo               | Otros servicios - Instituto del Petróleo - Instituto del Petróleo                          |
| Instituto del Petróleo         | Logo del Instituto Mexicano del Petróleo             | 21 de enero de 2016 | Gustavo A. Madero | Paso                | - Completa - Deportivo               | Otros servicios - Instituto del Petróleo - Instituto del Petróleo - Instituto del Petróleo |
| San Bartolo                    | Glifo de Atepehuacan                                 | 21 de enero de 2016 | Gustavo A. Madero | Paso                | - Completa - Deportivo               |                                                                                            |
| Instituto Politécnico Nacional | Logo del Instituto Politécnico Nacional              | 21 de enero de 2016 | Gustavo A. Madero | Paso                | - Completa - Deportivo - Politécnico |                                                                                            |
| Riobamba                       | Iglesia bajo una montaña                             | 21 de enero de 2016 | Gustavo A. Madero | Paso                | - Completa - Deportivo - Politécnico |                                                                                            |
| Deportivo 18 de marzo          | Juego de pelota mesoamericano                        | 21 de enero de 2016 | Gustavo A. Madero | Correspondencia     | - Completa - Deportivo - Politécnico | Correspondencia - Línea 1 Otros servicios - Deportivo 18 de marzo - Deportivo 18 de marzo  |
| La Villa                       | Basílica de Guadalupe                                | 21 de enero de 2016 | Gustavo A. Madero | Correspondencia     | - Completa - Politécnico             | Correspondencia - Línea 7 Otros servicios - La Villa-Basílica                              |
| Delegación Gustavo A. Madero   | Símbolo de la Alcaldía Gustavo A. Madero             | 21 de enero de 2016 | Gustavo A. Madero | Correspondencia     | - Completa - Politécnico             | Correspondencia - Línea 7                                                                  |
| De los Misterios               | Capilla                                              | 21 de enero de 2016 | Gustavo A. Madero | Correspondencia     | - Completa - Politécnico             | Correspondencia - Línea 7                                                                  |
| Hospital Infantil La Villa     | Niño dentro del símbolo de la Cruz Roja              | 21 de enero de 2016 | Gustavo A. Madero | Correspondencia     | - Completa - Politécnico             | Correspondencia - Línea 7                                                                  |
| Martín Carrera                 | Busto de Martín Carrera                              | 21 de enero de 2016 | Gustavo A. Madero | Paso                | - Completa - Politécnico             | Otros servicios - Martín Carrera - Martín Carrera - Martín Carrera                         |
| Hospital General La Villa      | Vara de Esculapio dentro del símbolo de la Cruz Roja | 21 de enero de 2016 | Gustavo A. Madero | Paso                | - Completa - Politécnico             |                                                                                            |
| San Juan de Aragón             | Fachada de la Unidad de Medicina Familiar Número 23  | 21 de enero de 2016 | Gustavo A. Madero | Correspondencia     | - Completa - Politécnico             | Correspondencia - Línea 5 Otros servicios - San Juan de Aragón                             |
| Gran Canal                     | Tubo de drenaje                                      | 21 de enero de 2016 | Gustavo A. Madero | Paso                | - Completa - Politécnico             |                                                                                            |
| Casas Alemán                   | Busto de Fernando Casas Alemán                       | 21 de enero de 2016 | Gustavo A. Madero | Paso                | - Completa - Politécnico             |                                                                                            |
| Pueblo San Juan de Aragón      | Arcos de la Hacienda de Santa Anna Aragón            | 21 de enero de 2016 | Gustavo A. Madero | Paso                | - Completa - Politécnico             |                                                                                            |
| Loreto Fabela                  | Planta en una mano                                   | 21 de enero de 2016 | Gustavo A. Madero | Paso                | - Completa - Politécnico             |                                                                                            |
| 416 Poniente                   | Rombo dentro de un círculo                           | 21 de enero de 2016 | Gustavo A. Madero | Paso unidireccional | - Completa - Politécnico             |                                                                                            |
| 482                            | Kiosco                                               | 21 de enero de 2016 | Gustavo A. Madero | Paso unidireccional | - Completa - Politécnico             |                                                                                            |
| 414                            | Número 414                                           | 21 de enero de 2016 | Gustavo A. Madero | Paso unidireccional | - Completa - Politécnico             |                                                                                            |
| Deportivo Los Galeana          | Pelotas de baloncesto, fútbol y voleibol             | 21 de enero de 2016 | Gustavo A. Madero | Paso unidireccional | - Completa - Politécnico             |                                                                                            |
| 416 Oriente                    | Rombo dentro de un círculo                           | 21 de enero de 2016 | Gustavo A. Madero | Paso unidireccional | - Completa - Politécnico             |                                                                                            |
| Ampliación Providencia         | Casa con árbol                                       | 21 de enero de 2016 | Gustavo A. Madero | Paso unidireccional | - Completa - Politécnico             |                                                                                            |
| Volcán de Fuego                | Volcán                                               | 21 de enero de 2016 | Gustavo A. Madero | Paso unidireccional | - Completa - Politécnico             |                                                                                            |
| La Pradera                     | Árbol en unas colinas                                | 21 de enero de 2016 | Gustavo A. Madero | Paso                | - Completa - Politécnico             |                                                                                            |
| Colegio de Bachilleres 9       | Logo del Colegio de Bachilleres con el texto «B9»    | 21 de enero de 2016 | Gustavo A. Madero | Paso                | - Completa - Politécnico             |                                                                                            |
| Francisco Morazán              | Busto de Francisco Morazán                           | 21 de enero de 2016 | Gustavo A. Madero | Paso                | - Completa - Politécnico             |                                                                                            |
| Villa de Aragón                | Tres casas                                           | 21 de enero de 2016 | Gustavo A. Madero | Terminal            | - Completa - Politécnico             | Otros servicios - Villa de Aragón                                                          |